# Papieski Instytut Jana Pawła II dla Studiów nad Małżeństwem i Rodziną
Papieski Instytut Jana Pawła II dla Studiów nad Małżeństwem i Rodziną (Pontificium Institutum Joannes Paulus II Studiorum Matrimonii ac Familiae), od 8 września 2017 Papieski Instytut Teologiczny Jana Pawła II dla Nauk o Małżeństwie i Rodzinie (Pontificium Institutum Theologicum pro Scientiis de Matrimonio et Familia Sancto Ioanni Paulo II) - instytut specjalizujący się w zagadnieniach dotyczących małżeństwa i rodziny.

## Historia
Instytut został powołany do życia przez Jana Pawła II w 1981 na mocy konstytucji apostolskiej Magnum Matrimonii Sacramentum. Instytut jest częścią Papieskiego Uniwersytetu Laterańskiego.
Wydawnictwo Instytutu wydaje periodyk: Anthropotes.

## Dotychczasowi rektorzy
- Carlo Caffarra (1981–1995)
- Angelo Scola (1995–2002)
- Salvatore Fisichella (2002–2006)
- Livio Melina (2006–2016)
- Pierangelo Sequeri (2016–2021)
- Philippe Bordeyne (od 2021)

## Współpraca z polskimi uczelniami
Uniwersytet współpracował z Uniwersytetem Warmińsko-Mazurskim w Olsztynie .